# Astrenis petiolaris
Astrenis petiolaris är en stekelart som först beskrevs av Cameron 1905.  Astrenis petiolaris ingår i släktet Astrenis och familjen brokparasitsteklar. Inga underarter finns listade.